# ケルン・メディア芸術大学
ケルン・メディア芸術大学（ケルン メディアげいじゅつだいがく、独：Kunsthochschule für Medien Köln (KHM)）は、全てのオーディオ・ビジュアル・メディア領域を専門とするドイツで最初の芸術大学としてケルン市に創立された。

## 歴史
1990年10月15日、全てのオーディオ・ビジュアル・メディア領域を専門とするドイツで最初の芸術大学として創立され、大学院課程が開設された。1994/95年度冬期からは、学部課程（8セメスター）も設置された。